# باب دار الصناعة
باب دار الصناعة أو باب دار الصنعة أو باب الفران أو باب عنتر هو باب تاريخي يقع في الجزء الجنوبي من سور المدينة العتيقة لسلا بالمغرب. بُني هذا الباب في العصر المريني، و بالضبط في زمن السلطان أبو يوسف يعقوب بن عبد الحق سنة 658 هـ (1261 م) بإشراف المهندس الأندلسي محمد بن الحاج الإشبيلي.
يحمل الباب اسم دار الصناعة كونه كان مفتوحا على منطقة تصنع وتخزّن فيها ترسانة من الأسلحة والسفن.

## دار الصناعة
تعتبر دار الصناعة بسلا معلمة فريدة من نوعها بالمغرب وأقدم معلمة مرينية معروفة. توجد بقايا هذه المعلمة بالزاوية الجنوبية الغربية لمدينة سلا، و قد بُنيت في عهد السلطان المريني أبو يوسف يعقوب ما بين سنتي 1260-1270 م عقب الاحتلال الإسباني المباغت للمدينة.
تتشكل دار الصناعة من مجموعة من العناصر المتجانسة التي تتداخل من أجل الدفاع عن مدينة سلا، إذ كانت تحصّن الواجهة النهرية للمدينة، كما استعملت في نقل المجاهدين إلى الأندلس خلال فترة الجهاد البحري.